# Municipio de Pulaski (condado de Lawrence)
El municipio de Pulaski (en inglés: Pulaski Township) es un municipio ubicado en el condado de Lawrence en el estado estadounidense de Pensilvania. En el año 2000 tenía una población de 3.658 habitantes y una densidad poblacional de 48 personas por km².

## Geografía
El municipio de Pulaski se encuentra ubicado en las coordenadas 41°05′00″N 80°30′29″O / 41.08333, -80.50806.

## Demografía
Según la Oficina del Censo en 2000 los ingresos medios por hogar en la localidad eran de $34,181 y los ingresos medios por familia eran de $39,698. Los hombres tenían unos ingresos medios de $32,013 frente a los $19,556 para las mujeres. La renta per cápita de la localidad era de $15,397. Alrededor del 15% de la población estaba por debajo del umbral de pobreza.